# Ricimer
Ricimer (405. – 18. kolovoza 472.) je bio barbarski general i gospodar Zapadnog Rimskog Carstva između 455. i 472. godine.

## Rodoslovlje i prve godine u politici
Ricimerov otac je bio princ Sveva, a majka mu je bila kćer Valija kralja Vizigota. Svoju vojno-političku karijeru on počinje tijekom "vladavine"  Flavija Aecija koji je s titulom vojnog zapovjednika rimskih snaga de facto preuzeo kontrolu Zapadnog Rimskog Carstva od cara Valentinijana III. Nakon što je Avit postao car 455. on unaprijeđuje Ricimera na 3. najviši položaj u državi, odmah nakon sebe i Majorijana. Je li to učinio zbog sposobnosti barbarskog generala ili zbog rodbinskih veza danas se više ne zna. 

## Majorijan
Tijekom ljeta 456. godine Majorijan i Ricimer su počeli vojnu bunu protiv Avita, ubrzo ga zarobili u bitci kod Piacenze 16. listopada 456. i prisilili ga na abdikaciju. Na silu su ga proglasili biskupom Piacenze, te uskoro osudili na smrt. Bizantski car Leon I. ga je proglasio patricijem poslije toga. Nakon te bune Majorijan je okrunjen za cara 457. godine, ali njegova stvarna vlast je bila ograničena. U svojoj poslanici Senatu on navodi kako će vojne stvari biti u nadležnosti cara i njegovog "oca" Ricimera. Prva godina vladavine dvojice zavjerenika prolazi u problemima jer su oni službeno po rimskom ustavu bili uzurpatori. Tek po dobivanju blagoslova cara Istočnog Rimskog Carstva 458. godine njihova vladavina službeno počinje i ubrzo potom Ricimer je postavljen za konzula (459. godine). Te godine Majorijan će napustiti Italiju kako bi povratio rimsku kontrolu nad Galijom i Hispanijom. Početni uspjesi ovog aktivnog cara rezultiraju usponom njegove zvijezde i propadanjem one Ricimera što će dovesti do stvaranja interesne grupe između barbarskog generala i senatora uplašenih vladavine jakog cara. Po povratku u Italiju 461. godine Majorijan će biti ubijen, a kako Ricimer zbog barbarskog porijekla ne može biti car, on proglašava Libije Severa.

## Libije Sever
Do Ricimerovog proglašenja Severa za novog car dolazi nakon nekoliko mjeseci neuspješnih pregovaranja s Vandalima i Istočnim Rimskim Carstvom. Sam Sever je navodno imao nadimak Serpentius što je dovoljno govorilo o njegovoj dotadašnjoj karijeri. Istočno-rimski car će zapadnog uzurpatora zvati čovjekom koji je ukrao vlast na zapadu, zapovjednici vojske u Galiji i Dalmaciji će ga odbiti priznati tako da on u stvarnosti vlada samo Italijom pod "zaštitom" Ricimera kojega drugi barbari zovu kraljem, a sam njegov lik će biti iskovan na novcu iz ovog razdoblja. Sever će umrijeti 465. godine darujući tako barbarskom generalu slobodne ruke za popravljanje političke situacije.

## Antemije
Nakon smrti Severa dolazi do dvije godine interregnuma tijekom kojih se vrše pregovori između Ricimera i Istočnog Rimskog Carstva o izboru novog zapadnog cara. Izbor će na kraju pasti na Antemija koji će u pokušaja utvrđivanja svoje vlasti udati kćer za Ricimera. Bez obzira na to vjenčanje razdor između dva jaka zapadna političara je postao očit već 468. godine kada u ratu s vandalima Antemije koristi vojsku iz Dalmacije, a ne onu iz Italije koju kontrolira Ricimer. Smrt Marcelina, zapovjednika Dalmacije, kojega je ubio njegov časnik i potom poraz pred Carthagom 468. godine oslabili su carev položaj, a ujedno su označili i vizigotsku objavu rata koji će loše završiti. Ti događaji 470. godine dovode do zavjere Ricimerovog prijatelja Romanusa i njegovog pogubljenja nakon čega Ricimer otvoreno objavljuje rat caru Antemiju i proglašava novog cara Olibrija.

## Kraj
Posljednje službeno djelo Ricimera postaje proglašavanje Olibrija za novog cara i ubojstvo Antemija. Manje od dva mjeseca nakon ubojstva po komentarima tadašnjih političara Ricimer dobiva zasluženu kaznu i nakon što je kratko vrijeme povraćao krv on umire 18. kolovoza 472. godine. Kratko vrijeme prije smrti on će proglasiti Gundobada za novog zapovjednika Rimske vojske koji će nastaviti upravljati Zapadnim Rimskim Carstvom kao što je on to radio.